# 內特爾頓 (密西西比州)
內特爾頓（英語：Nettleton）是位於美國密西西比州李縣及門羅縣的城市。

## 人口
根據2020年美國人口普查的數據，內特爾頓的面積為10.46平方千米，當中陸地面積為10.43平方千米，而水域面積為0.03平方千米。當地共有人口1935人，而人口密度為每平方千米185人。